# Klappträ

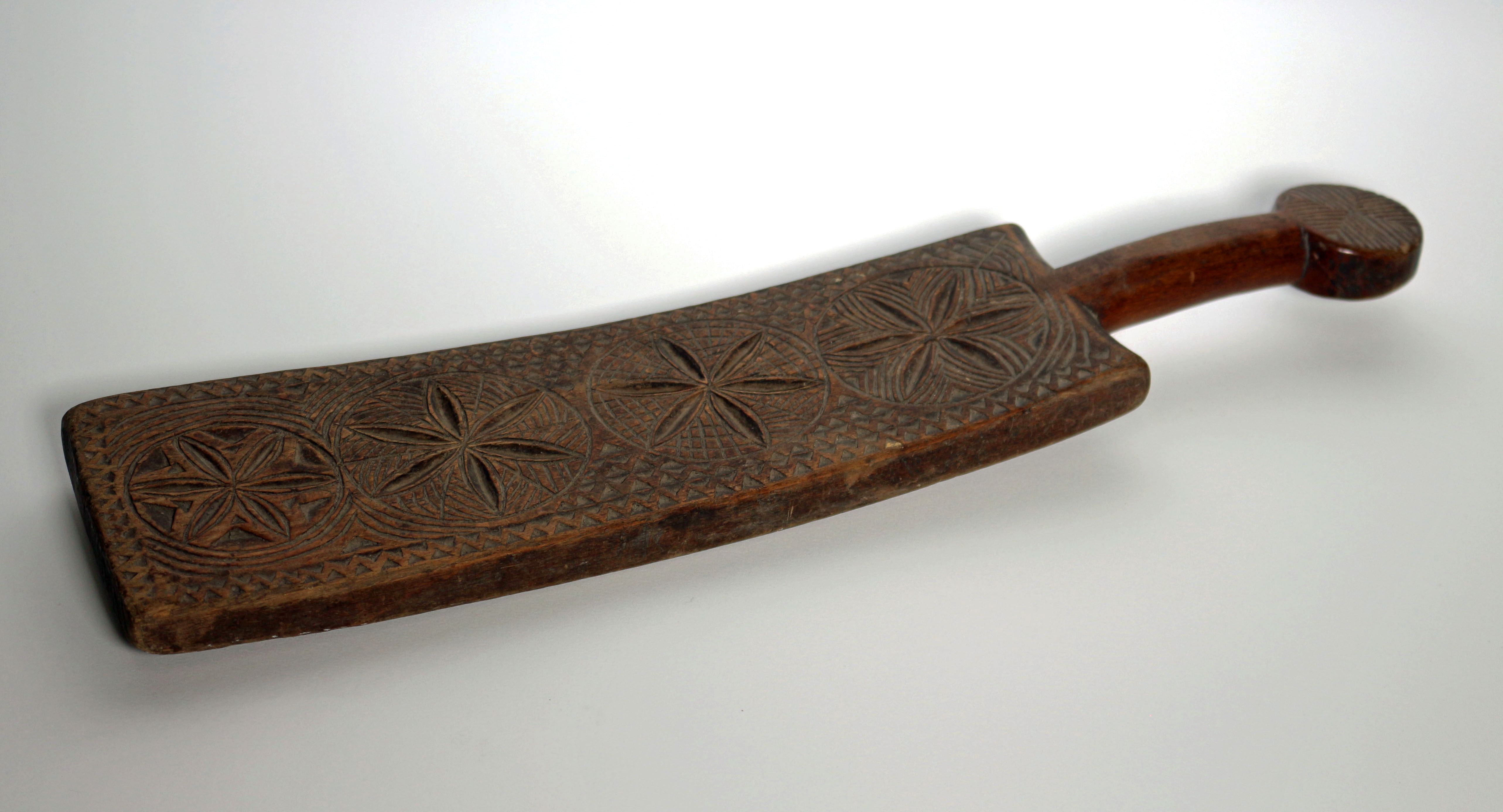
Klappträ av bok från 1778.

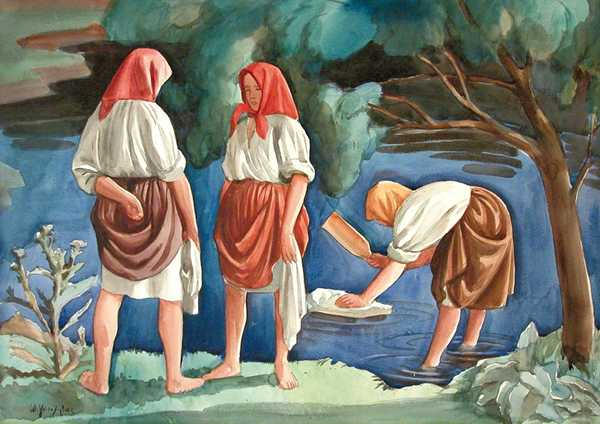
Tavla av Władysław Skoczylas (1883-1934)

Ett klappträ är ett redskap i form av en kort bräda med handtag avsett att banka tvätt med. De användes förr för att få ur sköljvattnet ur tvätten, ofta på så kallade klappbryggor. De var vanliga som friargåvor och var då vackert dekorerade, antingen målade eller med utskurna mönster.